# Hertha Ehlert
Hertha Ehlert, född 26 mars 1905 i Berlin (som Hertha Liess), död 4 april 1997, var en tysk uppsyningskvinna (Aufseherin) i olika koncentrationsläger.

## Biografi
Ehlert jobbade i ett bageri innan hon genom arbetsmyndighetens förmedling år 1939 påbörjade en utbildning till uppsyningskvinna i Ravensbrück. Efter att ha haft en chefsposition där flyttades hon 1942 till Majdanek och därifrån 1944 till Płaszów. Från och med november 1944 var hon uppsyningskvinna i trädgårdskommandot i Rajsko, som var ett av Auschwitz satellitläger. Efter evakueringen av Auschwitz hamnade hon i februari 1945 i Bergen-Belsen.
Efter befrielsen av Bergen-Belsen i april 1945 arresterades Ehlert. Under processen mot henne framträdde systrarna Inga och Jutta Madlung som försvarsvittnen. Jutta Madlung satt under ett knappt år fången i Ravensbrück på grund av att ha berättat politiska vitsar, lyssnat på engelska grammofonskivor och varit vän med en judinna. Tillsammans med sin syster återfanns hon i Ehlerts arbetskommando vid Siemens och skildrade inför rätten hur Ehlert hade visat sig beskedlig och hjälpsam mot fångarna. Enligt Jutta Madlungs vittnesmål skall hon inte ha slagit några fångar. 
Ehlert, som pläderade "icke skyldig", blev den 17 november 1945 dömd för medhjälp till dråp till femton års fängelse och hon avtjänade sju och ett halvt år. År 1953 tillbringade hon en kort tid vid en rehabiliteringsinrättning och besöktes av Savitri Devi. Hon bytte senare namn till Naumann.

### Webbkällor
- ”Aufseherin Herta Ehlert” (på engelska). BergenBelsen.co.uk. Arkiverad från originalet den 1 juli 2014. https://www.webcitation.org/6QkVBKOyY?url=http://www.bergenbelsen.co.uk/pages/Staff/Staff.asp?CampStaffID=44. Läst 1 juli 2014.